# Chicanná

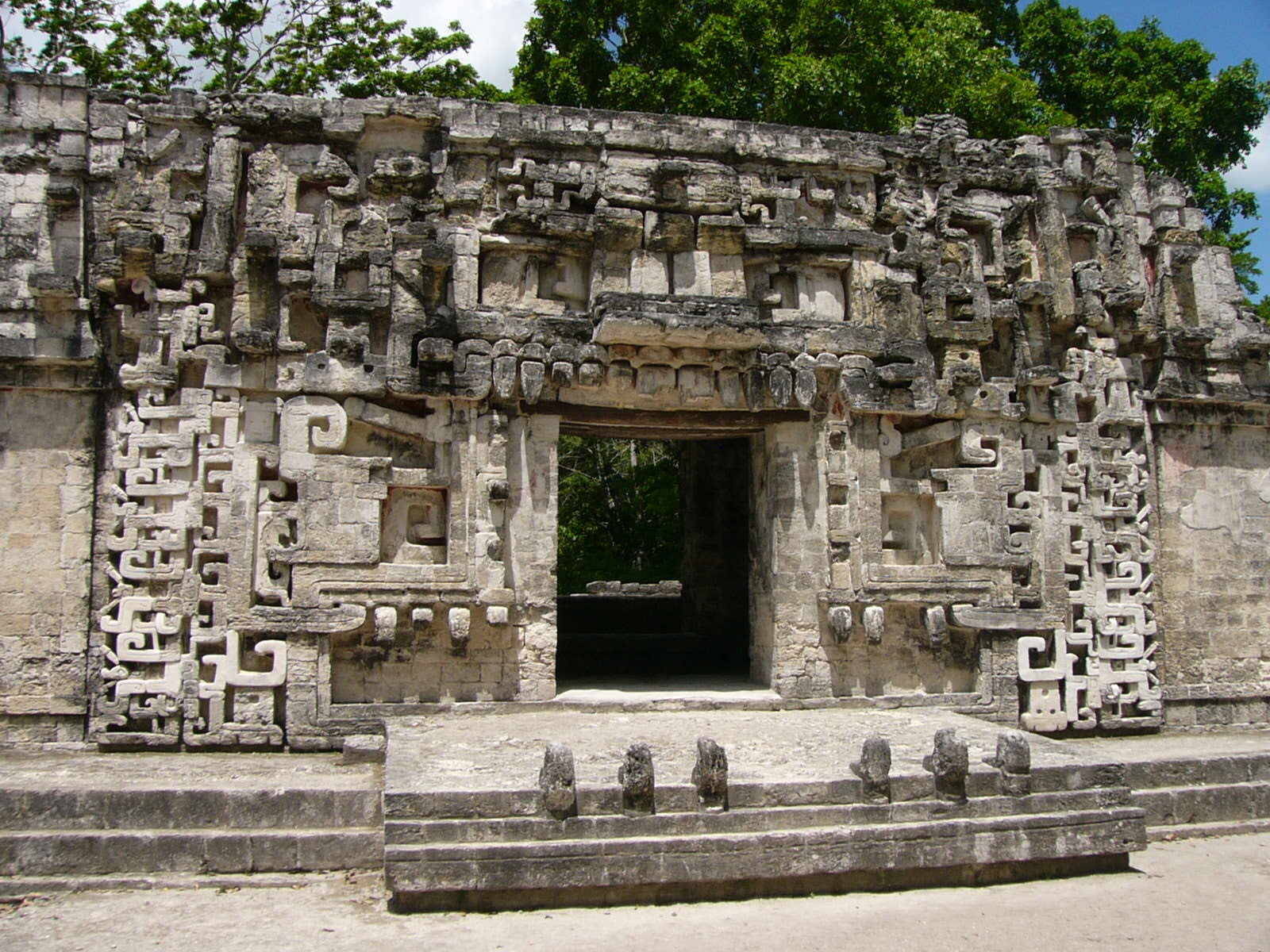
Centralne wejście Struktury II

Chicanná – prekolumbijskie miasto założone przez Majów na półwyspie Jukatan (Meksyk) w VI wieku p.n.e. Szczyt rozwoju osiągnęło w okresie od 550 – 700 n.e.. Nazwę miasta tłumaczy się jako domostwo wężowej paszczy.

## Zabytki
- Struktura II zwana Domem Wężowych Ust – z centralnym wejściem w postaci otwartych ust, powyżej których wyrzeźbione zostały kamienne kły, nos i zezujące oczy, poniżej natomiast dolne zęby i język tworzący wejście do budynku. Wewnątrz budynku znajduje się osiem pomieszczeń.
- Struktura XI - pałac z dwunastoma pomieszczeniami.
- Struktura XX - dwupoziomowa budowla zdobiona elementami zoomorficznymi i kamiennymi maskami. Na dolnym poziomie znajduje się 11 komnat, na górnym natomiast 4[1].